# Finanziera (gastronomia)
La finanziera è un elaborato piatto piemontese a base di frattaglie di vitello e pollo sfumati con l'aceto o il Marsala. Ne esistono delle varianti con la carne di vitello e i funghi.

## Etimologia
L'etimo è incerto, tuttavia pare che ad un certo punto della storia, la finanziera abbia abbandonato le tavole dei contadini, sia diventato un piatto elitario ed abbia quindi preso il nome dalla giacca da cerimonia, detta appunto finanziera, indossata a Torino nell'800 dai rappresentanti della finanza piemontese. Secondo un'altra teoria, il piatto prende il nome dal fatto che le interiora venissero date agli esattori delle tasse sugli animali venduti e macellati.

## Storia
Sebbene si sia soliti attribuire la paternità della finanziera al Piemonte, qualcuno ha ipotizzato che venisse in origine cucinata dai macellai francesi utilizzando le parti non nobili e invendute dei loro animali. La prima ricetta conosciuta risale al quindicesimo secolo ed è stata proposta dal Maestro Martino. Nonostante sia un piatto povero, nato dal riutilizzo delle frattaglie (parti scartate durante la trasformazione dei galletti in capponi e di alcuni scarti di macellazione dei bovini), la finanziera divenne una pietanza di tendenza tra i borghesi e i funzionari torinesi durante la fine dell'Ottocento: veniva intavolata nei locali più lussuosi della capitale sabauda, durante le cerimonie, le feste di gala e altri importanti eventi, così come nelle colazioni di lavoro dei banchieri. Tra le diverse versioni della finanziera dell'epoca si segnalano quella "alla Benso" di Teofilo Barla (1852) e la Salsa e ragout à la Financière di Giovanni Vialardi (1854) con rigaglie di pollo, tartufo e vino.
Il piatto è anche tipico del Basso Piemonte (Langhe, Roero, Monferrato).
Il piatto funge a volte da farcia per i vol-au-vent.